# Dwutakt (utwór)
Dwutakt – singel polskiego rapera Alberto. Został wydany 6 października 2020 r. przez GM2L. Utwór wyprodukował OLEK i Saint Cordona. 

## Tło
Jeszcze nieznany Alberto poznał się z raperem Malikiem Motaną na planie teledysku do utworu Kokaina. Montana zaoferował mu kontrakt do jego wytwórni GM2L, do której Simao zgodził się dołączyć. Alberto debiutuje 20 maja w GM2L gościnnym udziałem w piosence Rundki od Malika Montany wraz z Dihem i Bibicem. Utwór potem pokrył się podwójną platynową płytą. 6 października Simao wydaje swój debiutancki solowy singel Dwutakt.

## Kompozycja
Piosenka została nagrana w stylu drill i znacznie różniła się od wcześniejszych utworów Alberto. Sam utwór utrzymany jest w tonacji f-moll, przy tempie 93 bpm. Sam podkład zawiera typowe dla drillu: mocne ''przesuwane'' basy utworzone przy użyciu Roland TR-808 oraz melodie skupiającą się na muzyce klasycznej i damskim chórze. Tekst w utworze jest również charakterystyczny dla drillu i opowiada m.in.; o nihilistycznym życiu na ulicy oraz agresywnych, brutalnych bójkach i morderstwach a także o problemach z prawem i konfliktach z policją. Teledysk wyprodukowało Marathon Films. 

## Odbiór
Singel szybko stał się wielkim hitem i zdobył ponad 60 milionów odsłuchań w różnych serwisach. Sam teledysk został odtworzony ponad 38 milionów razy w serwisie YouTube. Utwór został określony debiutem roku. Piosenka przyczyniła się do popularyzacji i rozwoju drillu w Polsce, a Alberto nazwano prekursorem tego gatunku w kraju. W lutym 2021 singel uzyskał platynowy certyfikat, a w sierpniu 2021 – potrójnie platynowy.

## Certyfikaty
| Kraj          | Certyfikat         | Sprzedaż |
| ------------- | ------------------ | -------- |
| Polska (ZPAV) | 4x platynowa płyta | 200 000+ |